# I Heard
I Heard  es un corto de animación estadounidense de 1933, de la serie de Betty Boop. Fue producido por los estudios Fleischer y distribuido por Paramount Pictures. El corto empieza con unas imágenes reales de Don Redman y su orquesta y en él aparecen Betty Boop, Bimbo y Koko el payaso como personajes.

## Argumento
Los trabajadores de una mina acuden en el turno de comidas a una taberna donde Betty actúa como cantante. Uno de los mineros es Bimbo. Cuando este baja a la mina encuentra algo allí que hará que Betty descienda al interior de la explotación minera.

## Realización
I Heard es la vigésima entrega de la serie de Betty Boop y fue estrenada el 1 de septiembre de 1933.